# Christian August Vulpius

Christian August Vulpius

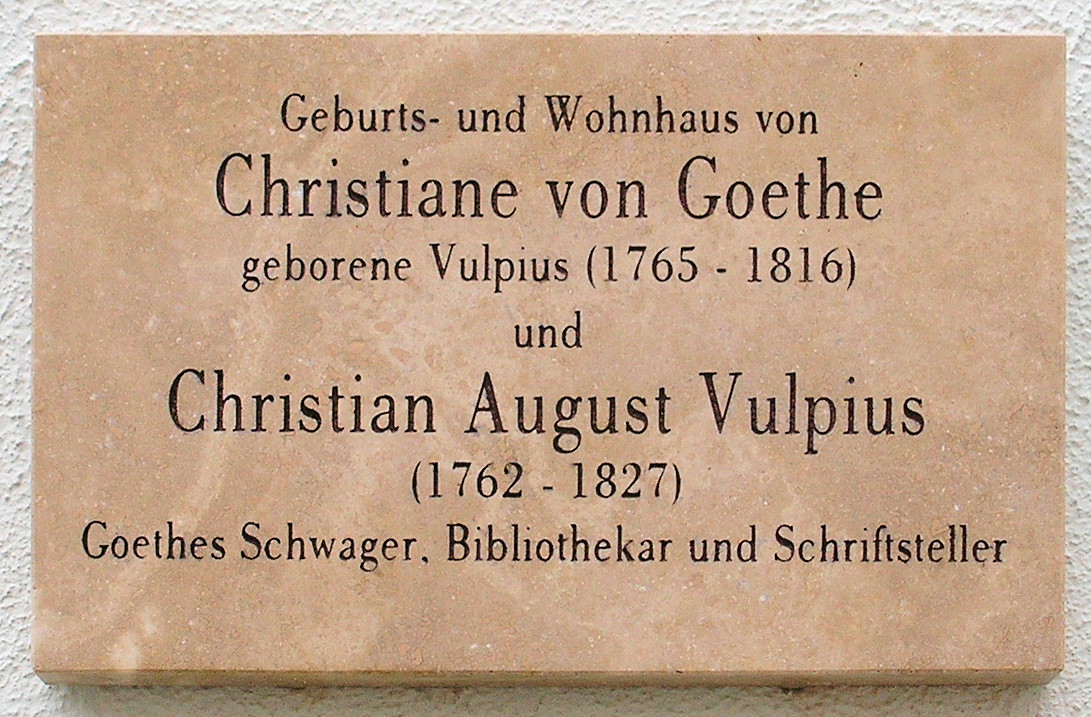
Gedenktafel am Haus Luthergasse 5 in Weimar

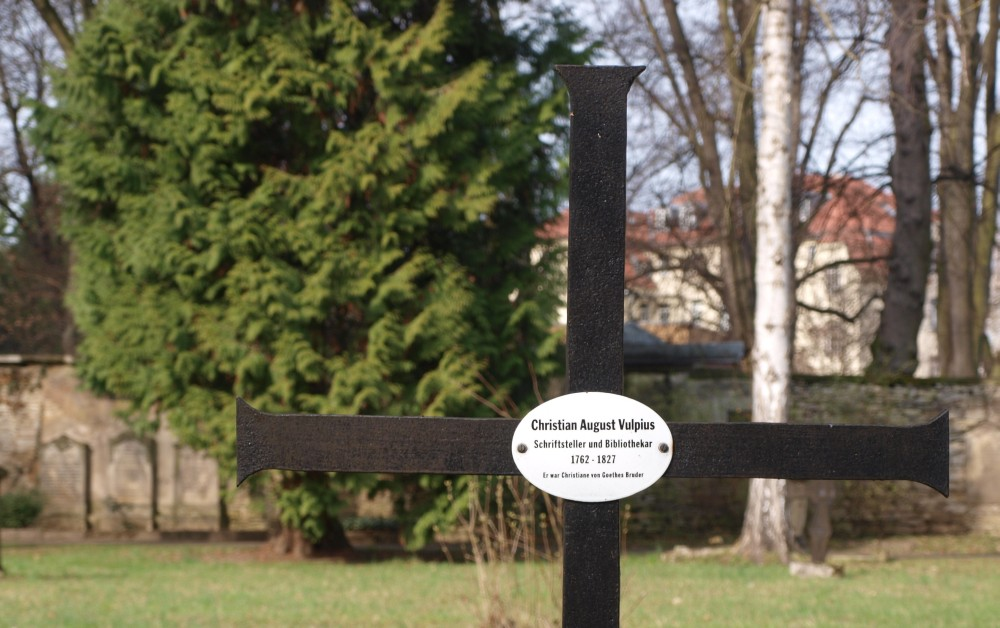
Grabkreuz von Christian August Vulpius auf dem Historischen Friedhof Weimar

Christian August Vulpius, auch Anshelmo Mercello Thuring und Tirso de Milano (* 23. Januar 1762 in Weimar; † 26. Juni 1827 in Weimar) war ein deutscher Schriftsteller.

## Leben
August Vulpius war das älteste Kind des vormaligen fürstlich sächsischen Amtskopisten Johann Friedrich Vulpius und seiner Ehefrau Margarethe, geborene Riehl. Durch die Heirat seiner Schwester Christiane 1806 mit Johann Wolfgang von Goethe wurde er dessen Schwager.
Seine Schulzeit absolvierte Vulpius am Weimarer Wilhelm-Ernst-Gymnasium. Anschließend immatrikulierte er sich für ein Jura-Studium an der Universität Jena. Später wechselte er mit dem gleichen Fach nach Erlangen. Aus dieser Zeit stammen die ersten Veröffentlichungen, bei denen ihm Goethe teilweise schon beratend zur Seite stand.
Mit Goethes Unterstützung nahm sich im Herbst 1789 der Leipziger Buchhändler Georg Joachim Göschen Vulpius’ an; er stellte ihn als Sekretär ein. Später war Vulpius am Theater in Weimar als Librettist und Bearbeiter für Bellomo und Goethe tätig. 1797 erhielt er eine feste Anstellung als Registrator der Bibliothek in Weimar; auch hier war vermutlich Goethe vermittelnd tätig. 1800 wurde er zum Bibliothekssekretär befördert.
Am 18. Mai 1801 heiratete Vulpius Helene de Ahna (1780–1857). Mit ihr hatte er zwei Söhne: Rinaldo (1802–1874) und Felix (1814–1895).1803 verlieh ihm die Universität Jena den Titel eines Dr.phil. Zwei Jahre später wurde er zum ordentlichen Bibliothekar befördert und erhielt zusätzlich das Amt eines Münzinspektors. Der Titel Großherzoglicher Rat wurde ihm 1816 verliehen. Noch im gleichen Jahr wählte man ihn zum Ritter des weißen Falkenordens.
Zusammen mit seinem Sohn Rinaldo nahm August Vulpius am ersten Wartburgfest von 1817 teil. Im Jahre 1819/20 führte er im Auftrag Goethes Grabungen am Bärenhügel bei Wohlsborn durch.
Nach einem Schlaganfall, den Vulpius im Jahr 1824 erlitten hatte, konnte er nur noch sehr eingeschränkt arbeiten. Er ließ sich in den Ruhestand versetzen. Nach einem zweiten Schlaganfall im Februar 1827 war er bettlägerig.
August Vulpius liegt auf dem Historischen Friedhof Weimar begraben.

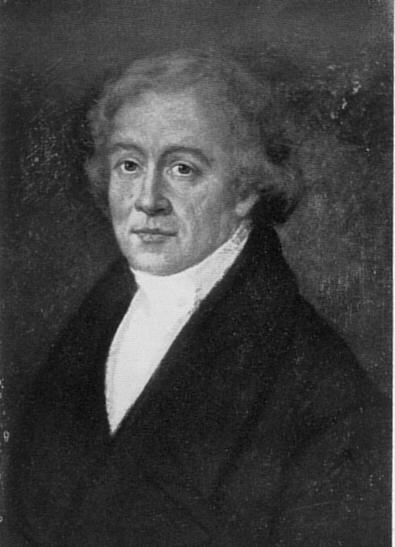
Christian August Vulpius

## Rinaldo Rinaldini
Vulpius’ Berühmtheit beruht fast ausschließlich auf seinem Räuberroman Rinaldo Rinaldini, der Räuberhauptmann. Dieser Trivialroman traf genau den Geschmack des Publikums und erlebte viele Auflagen und auch Nachahmungen. Vulpius schrieb einige Fortsetzungen. 1927 spielte Luciano Albertini die Hauptrolle in der ersten Verfilmung des Romans unter der Regie von Max Obal. 1968 entstand die erfolgreiche Vorabendfernsehserie Rinaldo Rinaldini in der ARD mit Fred Williams in der Hauptrolle.

## Werke (Auswahl)
- Oberon und Titania oder Jubelfeier der Wiederversöhnung, ein Vorspiel bei der Höchsterfreulichen Geburt des Durchlauchtigsten Erbprinzen zu Sachsen-Weimar und Eisenach, Mauke, Jena, 1783 Digitalisat der Digitalen Sammlungen der Universitäts- und Landesbibliothek Sachsen-Anhalt
- Eduard Rosenthal. Eine abenteuerliche Geschichte, Karl Friedrich Schneider, Leipzig, 1784 Digitalisat Google Books
- Geschichte eines Rosenkranzes, Carl Ludolf Hoffmans seel. Wittwe und Erben, Weimar, 1784 Digitalisat der Digitalen Sammlungen der Herzogin Amalia Bibliothek
- Abentheuer des Ritters Palmendos, Karl Friedrich Schneider, Leipzig, 1784 Digitalisat der Digitalen Sammlungen der Staatsbibliothek zu Berlin
- Abenteuer des Prinzen Kalloandro, Theil 1, Carl Friedrich Rellstab, Berlin, 1785 OCLC 833842472
- Abenteuer des Prinzen Kalloandro, Theil 2, Carl Friedrich Rellstab, Berlin, 1785 Digitalisat des Göttinger Digitalisierungszentrums der SUB Göttingen
- Betrug über Betrug oder Die schnelle Bekehrung, ein Lustspiel in einem Aufzuge, Weyer, Berlin, 1785 OCLC 1220985259
- Eduard Rosenthal. Eine abenteuerliche Geschichte, Theil 2, Karl Friedrich Schneider, Leipzig, 1785 OCLC 832601820
- Mein Himmel. Ein Gedicht, Carl Friedrich Rellstab, Berlin, 1785 OCLC 251258006
- Meine Hölle. Ein Gedicht, Carl Friedrich Rellstab, Berlin, 1785 Digitalisat der Digitalen Sammlungen der Staatsbibliothek zu Berlin
- Die Seelenwanderung, eine Posse in zwei Aufzügen, Arnold Wever, Berlin, 1786 OCLC 1027055085
- Gabrino, einer der abenteuerlichsten Ritterromane, mit eben so abenteuerlicher Musik. Band 1´und 2, Rellstab, Berlin, 1786 OCLC 836025206
- Italienische Anekdoten aus dem Reisejournal eines teutschen Gelehrten vom vorigen Jahrhundert, Weygand, Leipzig, 1787 OCLC 918409846
- Meine Wanderungen. Ein Roman und doch voller Wahrheiten, Karl Friedrich Schneider, Leipzig, 1787 Digitalisat des Göttinger Digitalisierungszentrums der SUB Göttingen
- Geschichte Blondchens. Ein überaus wahrscheinlicher Roman, Johann Gottfried Heller, Halle, 1787 Digitalisat der Digitalen Sammlungen der Herzogin Amalia Bibliothek
- Liebe und Freundschaft. Ein Schauspiel in 5 Aufzügen, Karl Friedrich Schneider, Leipzig, 1787 Digitalisat des Münchener Digitalisierungszentrums der Bayerischen Staatsbibliothek
- Die Männer der Republik, ein Lustspiel in zwei Aufzügen, Severin, Weißenfels, 1788 Digitalisat des Münchener Digitalisierungszentrums der Bayerischen Staatsbibliothek
- Glossarium für das achtzehnte Jahrhundert, Andreä, Frankfurt, 1788 Digitalisat des Münchener Digitalisierungszentrums der Bayerischen Staatsbibliothek
- Sie konnts nicht übers Herz bringen. Ein Schauspiel in fünf Aufzügen, Fr. Severin, Weißenfels, Leipzig, 1788 Digitalisat des Münchener Digitalisierungszentrums der Bayerischen Staatsbibliothek
- Beichten wie sie gebeichtet worden und vielleicht noch oft gebeichtet werden. Ein Beitrag zur Karakteristik des XVIII. Jahrhunderts, Theil 1, Rom, 1789 Digitalisat des Münchener Digitalisierungszentrums der Bayerischen Staatsbibliothek
- Der Schleier. 1789. online
- Aechte und deutliche Beschreibung der Bastille von ihrem Ursprunge an bis zu ihrer Zerstöhrung nebst einigen dahingehörigen Anekdoten. Frankfurt/Leipzig, 1789
- Gallerie galanter Damen. Montag, Regensburg 1790–1791. 3 Bände Bd.3 online
- Skizzen aus dem Leben galanter Damen. Ein Beitrag zur Kenntniss weiblicher Karaktere, Sitten, Empfindungen, und Kunstgriffe der vorigen Jahrhunderte. Montag, Regensburg 1789–1791. 4 Bände Bd.1 online, Bd.2, Bd.3 Bd.4
- Abentheuer, Meinungen und Schwänke galanter Männer. Ein Seitenstück zu den Skitzen aus den Leben galanter Damen. Montag, Regensburg 1791. online
- Die Zauberfloete. Eine Oper in drei Aufzuegen. Johann Samuel Heinsius, Leipzig 1794.
- Blanka Von Burgund. (1795) online
- Romantische Blätter. (1798) online
- Abentheuer und Fahrten des Bürgers und Barbiers Sebastian Schnapps. Ein komischer Roman aus der neusten Zeit, Leipzig 1798[2] online
- Rinaldo Rinaldini, der Räuberhauptmann. Leipzig 1801. Bd.1 online, Bd.2, Bd.3
- Ferrandino. Fortsetzung der Geschichte des Räuber-Hauptmanns Rinaldini von dem Verfasser derselben. Gräff, Leipzig 1800–1801 (Rinaldo Rinaldini. 10. – 18. Buch). Bd.1-3, Bd.4-6, Bd.7-9
- Sitah Mani, oder Karl XII Bey Bender. (1809) online
- Curiositäten der physisch-literarisch-artistisch-historischen Vor- und Mitwelt. 10 Bände (1811–1823) Bd.1 online, Bd.2, Bd.3, Bd.4, Bd.5, Bd.6, Bd.7, Bd.8, Bd.9, Bd.10
- Historische Curiositäten. Gleditsch, Leipzig 1814.
- Die Vorzeit, oder Geschichte, Dichtung, Kunst und Literatur des Vor- und Mittel-Alters. Keyser, Erfurt 1817–1821. 4 Bände. Bd.1 online, Bd.2, Bd.3, Bd.4
- Kurze Uebersicht der Geschichte der Schenken von Tautenburg. Erfurt, Keyser, 1820.
- Truthina, das Wunderfräulein der Berge. In: Thüringische Sagen und Volksmährchen. Erster Band. Erfurt 1822. (Digitalisat in der Digitalen Bibliothek Mecklenburg-Vorpommern)
- Handwörterbuch der Mythologie der deutschen, verwandten, benachbarten und nordischen Völker. Wilhelm Lauffer, Leipzig 1826. online
- Glossarium für das Achtzehnte Jahrhundert. Mit einem Nachwort hrsg. von Alexander Košenina; Wehrhahn, Laatzen 2003, ISBN 3-932324-64-1.